# Antonio Mattei (politico)
Antonio Mattei (Treviso, 26 gennaio 1840 – Treviso, 23 settembre 1883) è stato un patriota e politico italiano.

## Biografia
In giovane età lasciò la città natale per arruolarsi volontario nei bersaglieri dell'Armata Sarda e partecipò alla seconda guerra d'indipendenza. Dopo l'Unità d'Italia tornò a Treviso dove esercitò la professione di avvocato, interessandosi frattanto della vita pubblica: fu presidente della Congregazione di carità, assessore e deputato per due lesglature consecutive.